# Hydraena anaphora
Hydraena anaphora är en skalbaggsart som beskrevs av Perkins 1980. Hydraena anaphora ingår i släktet Hydraena och familjen vattenbrynsbaggar. Inga underarter finns listade i Catalogue of Life.